# Céliprolol
Le céliprolol est un médicament de la famille des bêta-bloquants utilisé dans le traitement de l'hypertension artérielle et des angors,. C'est un antagoniste sélectif des récepteurs bêta-1 et partiel des récepteurs bêta-2, il est donc cardiosélectif.

## Traitement
Le céliprolol est utilisé pour réduire l'hypertension artérielle et les angors, au dosage de 200 milligrammes pris en un comprimé le matin ou au dosage maximum de 400 milligrammes, en deux comprimés. Il est préférable de prendre le ou les comprimés hors d'un repas afin que son absorption par l'organisme soit complète,.
Le céliprolol pourrait être utilisé dans le cadre du syndrome d'Ehlers–Danlos vasculaire en facilitant la synthèse de collagène sain dans les vaisseaux sanguins et en diminuant la pression sanguine dans les vaisseaux les plus fragiles. En 2019, une demande d'autorisation d'usage dans ce cadre a été déposée aux États-Unis à la Food and Drugs Administration (FDA). Elle a été refusée, la FDA appelant à ce que des tests cliniques « adéquats et bien contrôlés » soient effectués afin de prouver l'effet du céliprolol dans le traitement de ce syndrome.

## Contre-indications
- Patient bradycardique
- Patient hypotendu
- Patient présentant une clairance rénale inférieure à 15 mL/min.

## Effets secondaires
- Bradycardie
- Hypotension
- Asthénie
- Cyanose légère des extrémités
- Bronchospasmes
- Vomissements

## Pharmacocinétique

### Absorption
L'absorption par voie oral est rapide mais incomplète, d'environ 55 % pour un dosage de 200 mg et de 74 % pour un dosage de 400 mg. La concentration maximal initial est atteinte entre deux et trois heures après la prise. Il a été montré également que la prise de céliprolol avec de la nourriture diminue son absorption, et qu'il faut donc éviter de prendre le cachet lors d'un repas. La prise concomitante de chlortalidone, d'hydrochlorothiazide ou de théophylline diminue également l'absorption de céliprolol.

### Distribution
Le volume de distribution du céliprolol est de 4,5 litre par kilogramme. Il s'agit d'une molécule hydrophile et elle ne traverse pas la barrière hémato-encéphalique. Son taux de liaison aux protéines plasmatiques est d'environ 25-30 %.

### Métabolisation
L'effet de premier passage hépatique est négligeable, la molécule est peu métabolisée. En effet, le céliprolol étant hydrophile, le corps n'a pas besoin de la métaboliser pour qu'elle soit éliminé.

### Élimination
À 24 heures, 95 % de la dose est éliminé, dont 12 à 18 % dans les urines, le reste dans les fèces. La métabolisation est considérée comme complète au bout de 48 heures, selon un test au carbone 14. La demi-vie dans le plasma est d'environ 5-6 heures mais les effets pharmacologiques sont présents pendant au moins 24 heures.

## Historique
Le brevet a été déposé en 1973 par Chemie Linz, et la molécule est lancé en 1982 par Sanofi.